# Băicoi
Băicoi – miasto w południowej Rumunii, w okręgu Prahova.
Miasto jest ośrodkiem wydobycia ropy naftowej. Liczba mieszkańców w 2003 roku wynosiła ok. 20 tys.